# Музей французских монументов (1795)
Музей французских монументов (фр. Musée des monuments français) — бывший парижский музей; основан в 1795 году историком-медиевистом Александром Ленуаром, выступавшим против вандализма в годы революции. 

## История
В 1795 году Александр Ленуар организовал в зданиях опустевшего монастыря августинцев на левом берегу Сены музей, где в одном месте можно было увидеть несколько десятков известных скульптур, спасённых им от разрушения. Ленуар был назначен директором созданного им музея, который стал вторым французским национальным музеем после Лувра (1793). Музей был закрыт в 1816 году, а его собрание разделено на несколько частей. Некоторое экспонаты были возвращены во вновь открывшиеся церкви и соборы Парижа и его пригородов, другие переданы в 1824 году в собрание Лувра, третьи перенесены в 1836 году в музей Версаля. Значительная часть скульптурных надгробий (статуи Н. Буало, Абеляра, Элоизы, Ж. де Лафонтена и Мольера) была перемещена на кладбище Пер-Лашез.
Музей сыграл основополагающую роль в изменении общественного отношения французов к заново открытым и высоко оценённым памятникам культурного наследия. Через 200 лет после закрытия Музея французских монументов, Лувр, в партнёрстве с Музеем средневекового искусства Клюни, посвятил исчезнувшему музею временную выставку «Революционный музей. Музей французских монументов Александра Ленуара» (апрель-июль 2016).
В 1879 году знаменитый архитектор и реставратор Эжен Виолле-ле-Дюк основал новый музей французских памятников в помещении бывшего дворца Трокадеро: «Музей сравнительной скульптуры в Трокадеро» (Musée de sculpture comparée au Trocadéro). Однако и этот музей был закрыт в 1937 году. В новом Дворце Шайо после окончания Всемирной выставки 1937 года разместились несколько музеев: Музей человека, Музей флота. Левое крыло занимает Музей национальных памятников Франции (Musée des Monuments français). В нём за последние 130 лет собраны тысячи полноразмерных гипсовых слепков, многие происходят из Музея сравнительной скульптуры Виолле-ле-Дюка. Однако в целом экспозиция музея, в которой находятся шедевры французского средневекового искусства, построена традиционно и не отражает концепции прогрессивного развития искусства.
В июле 1995 года пожар частично разрушил здание Дворца Шайо. Запланированное открытие нового Музея французских памятников в 1998 году было перенесено на 15 сентября 2007 года в связи с созданием во Дворце Шайо организации «Архитектура и наследие города», или «Городок архитектуры и наследия» (Cité de l’Architecture et du Patrimoine). В эту организацию, помимо Музея национальных памятников, входят Французский институт архитектуры (Institut français de l’Architecture), Школа Шайо (École de Chaillot) для подготовки современных архитекторов и специалистов по реставрации исторических памятников.

## Музей Ленуара в изобразительном искусстве

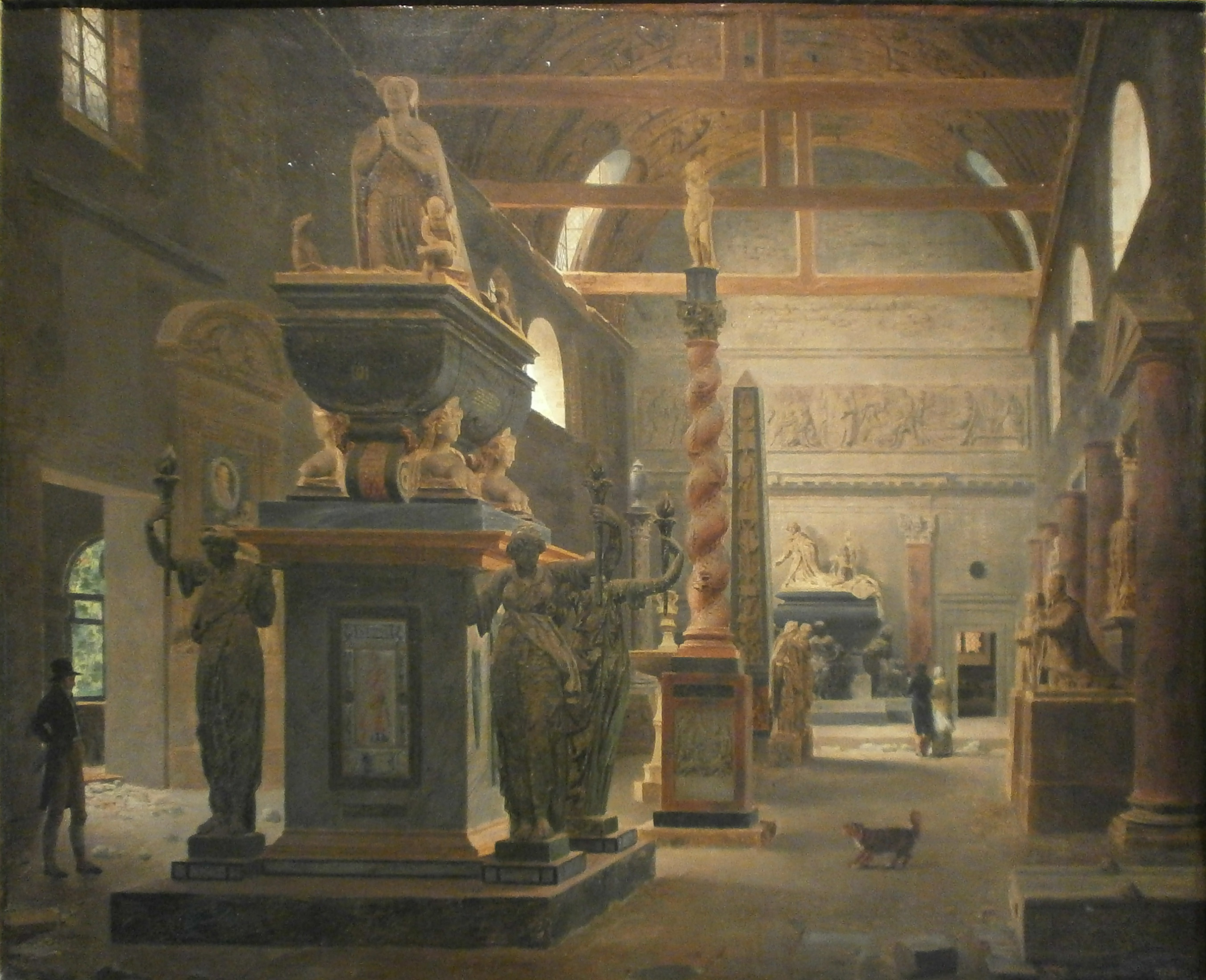
Вводный зал
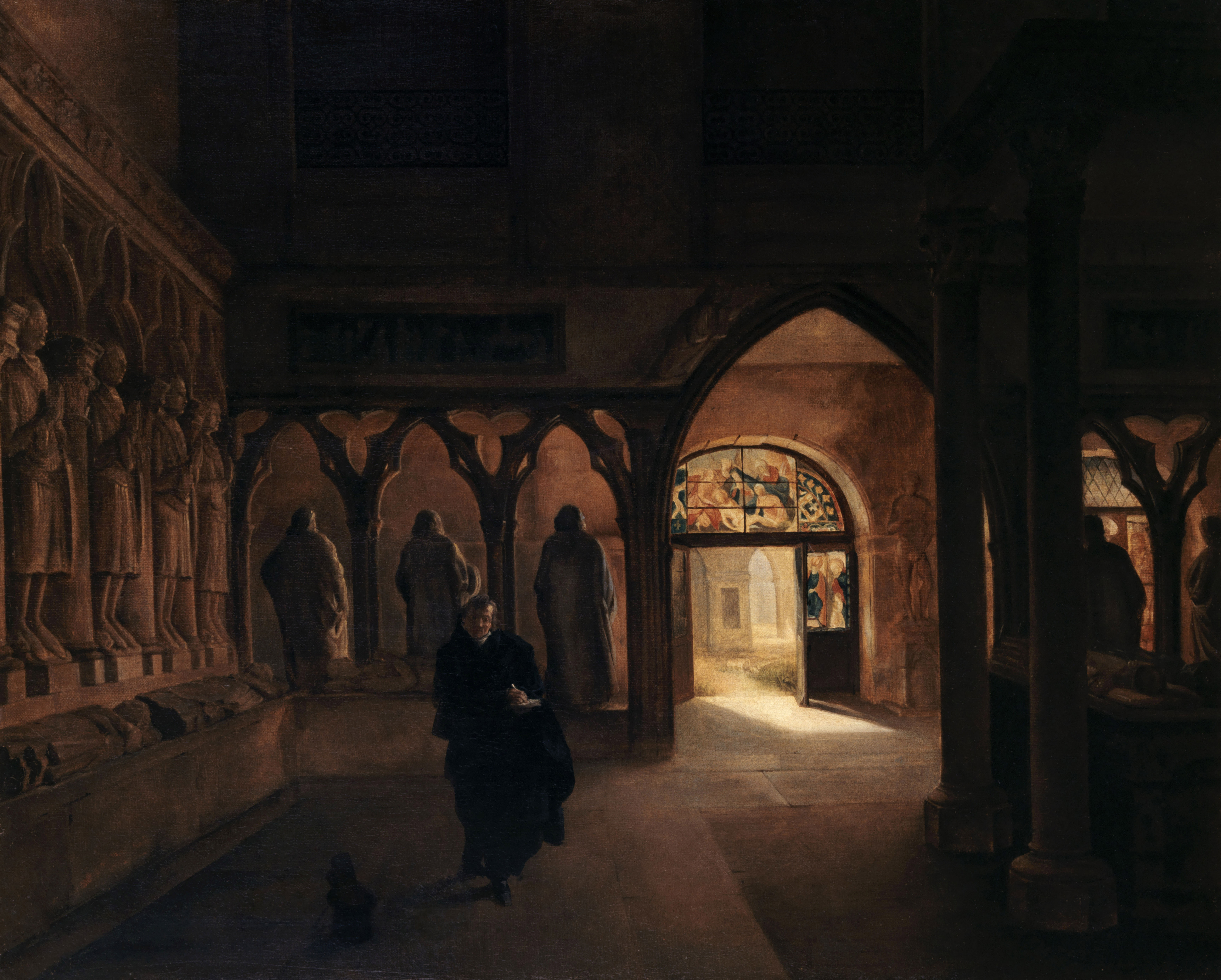
Зал XIV века
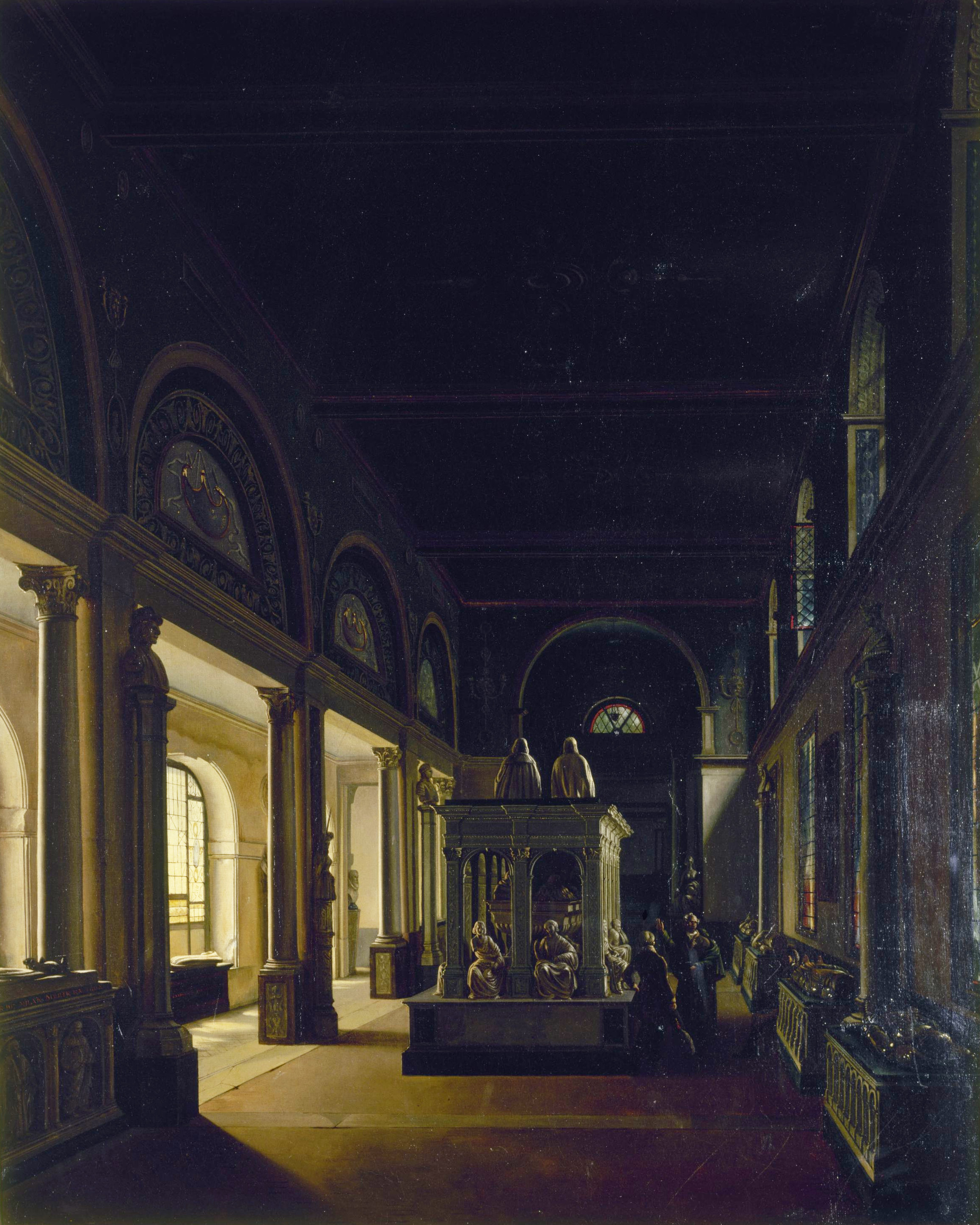
Зал XV века
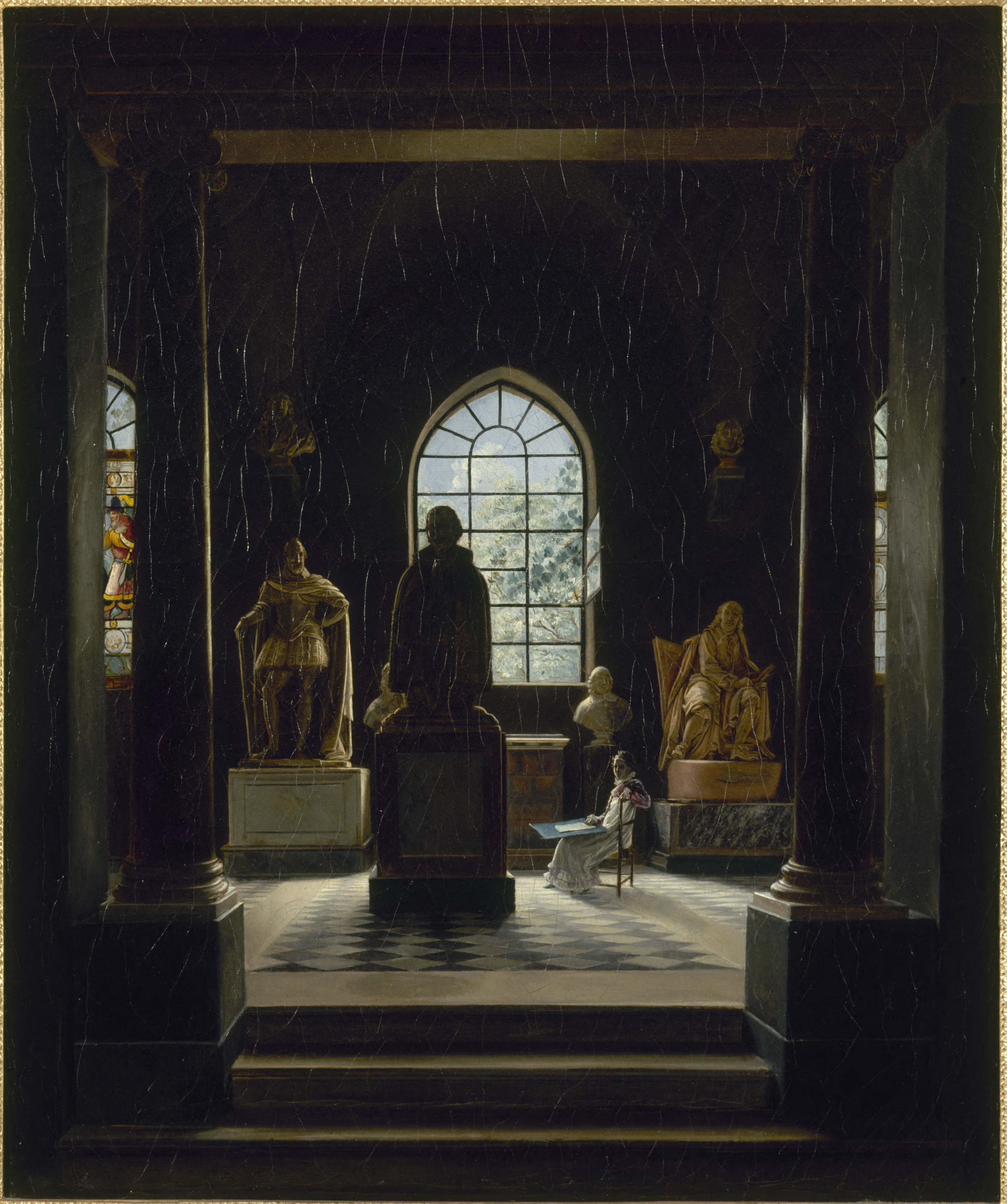
Зал XVII века